# Vollmersdorf (Hardheim)
Vollmersdorf ist ein Ortsteil von Hardheim im Neckar-Odenwald-Kreis.

## Geographische Lage
Vollmersdorf liegt mit unregelmäßigem Grundriss am nordöstlichen Rand des Neckar-Odenwald-Kreises in Baden-Württemberg auf der Buntsandsteinhochfläche zwischen dem oberen Lauf des Eichelbaches und der Erfa. Die nördliche Ortsgrenze bildet zu Guggenberg, einem Ortsteil der Gemeinde Eichenbühl, Landkreis Miltenberg, mit die Landesgrenze zwischen Baden-Württemberg und Bayern. Östlich liegt Rütschdorf, südöstlich Dornberg, beide ebenfalls Ortsteile von Hardheim. Im Westen grenzt Vollmersdorf an Wettersdorf, einen Stadtteil von Walldürn.

## Geschichte
Vollmersdorf entstand um 1050 (Volmarsdorf, Dorf des Volmar) als hochmittelalterlicher Rodungsort und war wohl unter der Grundherrschaft des Klosters Amorbach. Zur Zent Walldürn gehörig kam es wahrscheinlich 1294 an den Mainzer Erzbischof und das Oberamt Amorbach. Die Ortsherrschaft lag beim Adel, 1456 werden Kunz Rüdt und Dieter von Neipperg genannt. Um 1500 ging der rüdtsche Teil an Kurmainz. 1544 gehörte ein Teil Michel von Rosenberg. Vor 1656 fiel zweite Hälfte des Orts von den Herren von Riedern an Kurmainz. Im Zuge der Säkularisation gelangte Vollmersdorf 1803 an das Fürstentum Leiningen und 1806 zum Großherzogtum Baden.
Von 1935 bis 1945 war Vollmersdorf (zusammen mit Dornberg und Rütschdorf) nach Wettersdorf eingemeindet. 1975 erfolgte die Eingemeindung nach Hardheim.

## Wappen
Das ehemalige Wappen von Vollmersdorf, vorgeschlagen 1908 vom Generallandesarchiv Karlsruhe und 1957 übernommen, zeigt auf rotem Grund ein sechsspeichiges silbernes Rad, darüber eine goldene Krone mit fünf Zinken, von denen drei mit Blättern und zwei mit Perlen versehen sind. 

## Wirtschaft und Infrastruktur
Vollmersdorf ist ein primär landwirtschaftlich geprägter Ort.